# Boethus catarinae
Boethus catarinae är en stekelart som beskrevs av Alfred Byrd Graf och Kumagai 2002. Boethus catarinae ingår i släktet Boethus och familjen brokparasitsteklar. Inga underarter finns listade.